# Lijst van rijksmonumenten in Luyksgestel
De plaats Luyksgestel telt 9 inschrijvingen in het rijksmonumentenregister. Hieronder een overzicht.
| Object                                          | Oorspronkelijke functie?  | Bouwjaar                                      | Architect | Locatie        | Coördinaten?                  | Nr.?   | Afbeelding                                      |
| ----------------------------------------------- | ------------------------- | --------------------------------------------- | --------- | -------------- | ----------------------------- | ------ | ----------------------------------------------- |
| Boerderij van het Noord-Brabantse langgeveltype | Boerderij                 | 17e of 18e eeuw                               |           | Dorpstraat 50  | 51° 17' 17" NB, 5° 19' 34" OL | 26317  | Boerderij van het Noord-Brabantse langgeveltype |
| Huize "Ravensschot"                             | Kerkelijke dienstwoning   | ca. 1700                                      |           | Dorpstraat 59  | 51° 17' 17" NB, 5° 19' 38" OL | 26318  | Meer afbeeldingen                               |
| De Grenswachter                                 | Industrie- en poldermolen | 1891                                          |           | Kapellerweg 15 | 51° 17' 19" NB, 5° 19' 5" OL  | 26319  | Meer afbeeldingen                               |
| Heilig-Kruiskapel                               | Kerk en kerkonderdeel     | 17e eeuw                                      |           | Kapellerweg 26 | 51° 17' 13" NB, 5° 18' 52" OL | 26320  | Meer afbeeldingen                               |
| Toren van de Sint Martinuskerk                  | Kerk en kerkonderdeel     | 15e eeuw                                      |           | Kerkstraat 100 | 51° 17' 23" NB, 5° 19' 13" OL | 26322  | Meer afbeeldingen                               |
| De Deen                                         | Industrie- en poldermolen | 1839                                          |           | Rijt 54A       | 51° 17' 33" NB, 5° 18' 57" OL | 26323  | Meer afbeeldingen                               |
| Terrein waarin prehistorische begravingen       | Archeologisch monument    | Neolithicum / Urnenveldentijd /late Bronstijd |           |                | 51° 17' 8" NB, 5° 17' 47" OL  | 45739  | Upload foto                                     |
| Gemeentehuis                                    | Bestuursgebouw en onderdl | 1931-1932                                     |           | Dorpstraat 71  | 51° 17' 13" NB, 5° 19' 27" OL | 517919 | Meer afbeeldingen                               |
| R.K. Sint Martinuskerk                          | Vanwege onderdelen kerk   | 15/16/17/18e eeuw                             |           | Kerkstraat 98  | 51° 17' 19" NB, 5° 19' 15" OL | 530925 | Meer afbeeldingen                               |